# Протопопов, Николай Порфирьевич
Николай Порфирьевич Протопопов (1816—1861) — русский педагог, переводчик.

## Биография
Родился в 1816 году в семье профессора Ришельевского лицея Порфирия Никифоровича Протопопова (?—1825).
В 1836 году окончил  философское отделение Ришельевского лицея. Как отличный студент, был отправлен в Главный Педагогический институт для усовершенствования в древних языках, а в следующем году, с разрешения министра народного просвещения, был переведён в Императорский Санкт-Петербургский университет «для приготовления к профессорскому званию». В Санкт-Петербурге Протопопов сблизился с Белинским, Панаевым, Бенедиктовым и некоторыми другими литераторами. 
Вынужденный оставить Петербург, возвратился в Одессу и был назначен сначала репетитором при воспитанниках лицейского пансиона по латинскому языку, но через месяц (19 мая 1839 г.) был определён младшим учителем русского языка в лицейскую гимназию; в следующем году назначен старшим учителем латинского языка в той же гимназии. В 1848—1860 годах преподавал латинский язык во 2-й Одесской гимназии. 
Обладал замечательным поэтическим талантом, обратив на себя внимание критики переводами с подлинника «Новогреческих песен», напечатанных в «Одесском вестнике» и в «Одесских альманахах» на 1839 и на 1840 годов. Об этих переводах дал весьма сочувственный отзыв Белинский. Помогал, не знавшему греческого языка Н. Н. Мурзакевичу, делать переводы греческих надписей и давал к ним пояснения. 
Вышел в отставку по болезни в 1860 году. 
Умер 18 (30) апреля 1861 года.